# 단상흥
단상흥(段祥興, ? ~ 1251년)은 1239년부터 사망한 1251년까지 대리국의 제21대 황제이다. 전대 황제 단지상의 아들이다.